# Alpinanoplophilus
Alpinanoplophilus is een geslacht van rechtvleugeligen uit de familie grottensprinkhanen (Rhaphidophoridae). De wetenschappelijke naam van dit geslacht is voor het eerst geldig gepubliceerd in 1993 door Ishikawa.

## Soorten
Het geslacht Alpinanoplophilus omvat de volgende soorten:
- Alpinanoplophilus azumayamanus Ishikawa, 1993
- Alpinanoplophilus gracilicercus Ishikawa, 1993
- Alpinanoplophilus longicercus Karny, 1931
- Alpinanoplophilus matsumotoi Ishikawa, 1993
- Alpinanoplophilus parvus Ishikawa, 1993
- Alpinanoplophilus tohokuensis Ishikawa, 1993
- Alpinanoplophilus yasudai Ishikawa, 1993
- Alpinanoplophilus yezoensis Ishikawa, 1993
- Alpinanoplophilus yoteizanus Ishikawa, 2000